# Pagellus bogaraveo

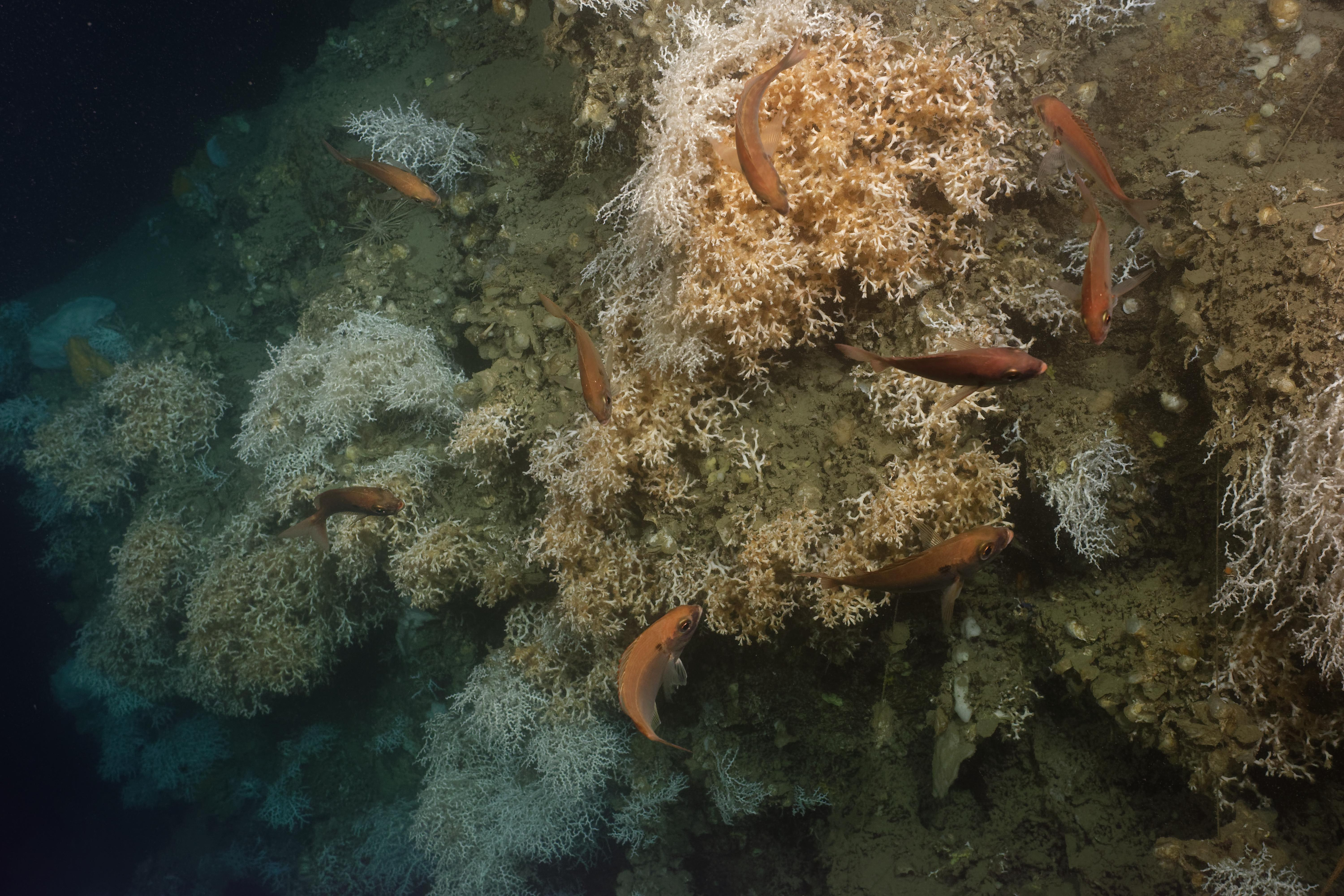
Alcuni individui fotografati nel loro ambiente naturale

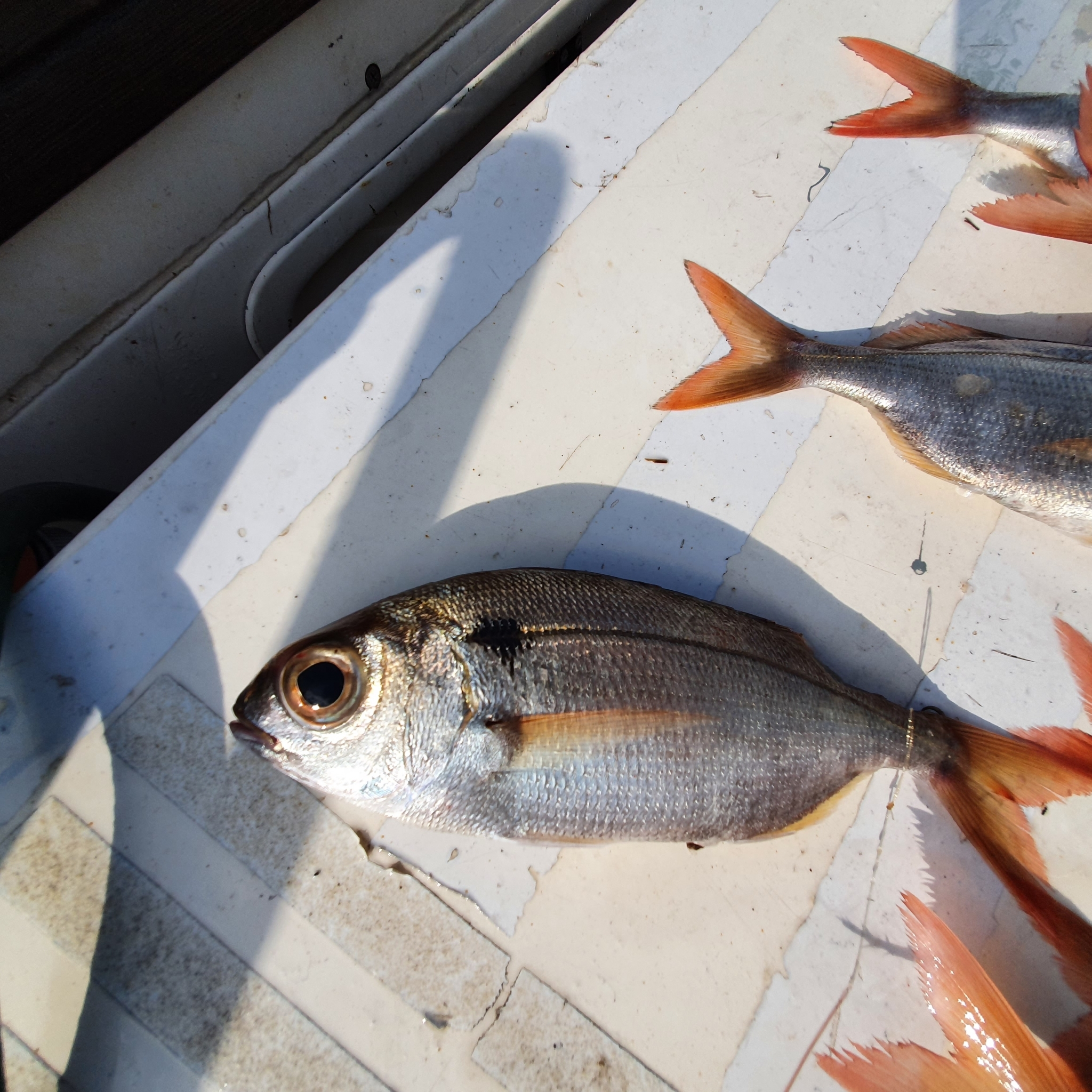
Individuo catturato nel mar Ligure

Pagellus bogaraveo (Brünnich, 1768), conosciuto in italiano come pezzogna, occhialone, occhione o rovello, è un pesce osseo marino appartenente alla famiglia Sparidae.

## Descrizione
L'adulto ha corpo oblungo e relativamente compresso ai lati, con occhi molto grandi il cui diametro è uguale o più breve rispetto alla lunghezza del muso, che ha profilo convesso. La mandibola è leggermente sporgente; i denti anteriori sono robusti e curvi, gli altri denti sono molariformi e disposti in due o tre serie. La pinna dorsale è unica, con 12 raggi spiniformi e 12-14 raggi molli, la pinna anale ha 3 raggi spinosi e 12-13 molli; in entrambe queste pinne l'ultimo raggio molle è più grande degli altri ed ha un parziale rivestimento di scaglie. Le pinne pettorali sono lunghe quanto la testa, le pinne ventrali sono invece corte. Gli individui giovani sono più slanciati dell'adulto e molto simili al pagello bastardo dal quale si possono riconoscere per avere solo 9-10 raggi molli nella pinna anale.
Il colore dell'adulto è rossastro più o meno vivo sul dorso, argenteo sui fianchi e bianco sul ventre, è sempre presente e caratteristica una macchia nera rotondeggiante o triangolare dietro l'opercolo all'altezza dell'occhio, attraversata dalla linea laterale. Le pinne sono rosee. I giovanili sono invece argentei con dorso brunastro chiaro o verdastro, la caratteristica macchia nera sul fianco può essere poco visibile o mancare del tutto e vi è una macchietta scura all'ascella delle pettorali, non sempre ben visibile.
La taglia raggiunge eccezionalmente i 70 cm, più comunemente misura intorno ai 30 cm. Il peso massimo registrato è di 4 kg.

## Distribuzione e habitat
È una specie diffusa nel mar Mediterraneo e nell'Oceano Atlantico orientale tra il Sahara occidentale a sud e le isole Orcadi e la Norvegia a nord, con segnalazioni anche dall'Islanda. Nel Mediterraneo è comune nel bacino occidentale, mentre scarseggia a est della Sicilia eccetto in parti del mar Adriatico, del mar Egeo e del mar di Marmara ed è del tutto assente dal mar Nero e dal mar di Levante. Assieme alla tanuta è l'unica specie di sparidi diffusa e comune nei mari dell'Europa settentrionale.
Vive a profondità da 150 ad 700 m su fondi fangosi, anche su rocce sulle secche al largo. I giovani sono costieri e vivono su fondi sabbiosi, spesso dove vi sono praterie di fanerogame marine.

## Biologia
La longevità massima nota è di 15 anni.

### Comportamento
Si tratta di una specie gregaria.

### Alimentazione
Carnivoro. La dieta si basa su invertebrati sia planctonici che bentonici come crostacei, molluschi ed echinodermi e su pesci.

### Riproduzione
La riproduzione avviene in inverno. I giovani sono ermafroditi per poi assumere uno dei due sessi con la crescita; circa il 10% degli individui rimane ermafrodita anche da adulto. L'accrescimento è lento, soprattutto nei mari nordici.

### Predatori
Tra i predatori segnalati in letteratura vi sono: Beryx splendens, Seriola rivoliana, Conger conger, Coryphaena hippurus, Fistularia commersonii, Raja clavata e Galeorhinus galeus.

## Pesca
Si cattura con reti a strascico, reti da posta e palamiti. Abbocca anche agli ami del bolentino di profondità. Le carni sono ottime e molto apprezzate in cucina.

## Tassonomia
In passato il nome Pagellus bogaraveo veniva utilizzato solo per i giovani mentre per gli adulti, creduti una specie diversa, veniva adoperato il binomio Pagellus centrodontus, da considerarsi quindi sinonimo di Pagellus bogaraveo.

## Conservazione
Le popolazioni atlantiche di P. bogaraveo hanno subito un certo decremento dovuto alla sovrapesca, ad esempio nello stretto di Gibilterra le catture sono diminuite del 67% in quattro anni. Le popolazioni mediterranee sembrano essere in uno stato di conservazione nettamente migliore. Le sue caratteristiche di vita lunga e lenta maturazione rendono questa specie particolarmente sensibile alla pesca eccessiva. Per questi motivi la IUCN classifica la specie come "prossima alla minaccia".